# Powerful People
Powerful People is het tweede studioalbum van de Canadese zanger van Italiaanse afkomst Gino Vannelli. Het album werd in 1974 uitgebracht, en geproduceerd door Gino en zijn broer Joe Vannelli, samen met de toenmalige eigenaar van A&M: Herb Alpert.
Met het funky nummer "People Gotta Move" had Vannelli zijn eerste hit in de VS, terwijl op dat moment disco in opkomst kwam. Het nummer bereikte de 22e plaats in de Billboard Top 100. "People Gotta Move" vormt anno 2008 al een aantal jaren de achtergrondmuziek van reclames voor de ANWB. Het album kenmerkt zich door Joe Vannelli's eerste experimenten met synthesizers. Het laatste nummer: "Poor Happy Jimmy" is een ode aan de Amerikaanse zanger Jim Croce, die in 1973 omkwam bij een vliegtuigongeluk na een optreden.
Voor Powerful People ontving Vannelli een Grammy-award.
- Gino Vannelli - zang
- Graham Lear - slagwerk
- Richard Baker - orgel, synthesizer
- Joe Vannelli - elektrische piano, synthesizer
- Lani Hall - achtergrondzang
- Tony Golia - bongo's, conga's
- John Mandel - percussie

## Tracks
Muziek en teksten van Gino Vannelli, arrangementen van Joe Vannelli
1. People Gotta Move (3:21)
2. Lady (3:43)
3. Son of a New York Gun (3:23)
4. Jack Miraculous (2:42) Who is Jacky
5. Jo Jo (3:40)
6. Powerful People (6:12)
7. Felicia (3:04)
8. The Work Verse (2:54)
9. Poor Happy Jimmy (3:49)

## Hoeslink
- hoes met foto Gino